# Idris dubarensis
Idris dubarensis är en stekelart som beskrevs av Durgadas Mukerjee 1981. Idris dubarensis ingår i släktet Idris och familjen Scelionidae. Inga underarter finns listade i Catalogue of Life.